# North Gate
North Gate is een kantoorgebouw in de Belgische hoofdstad Brussel. Het gebouw ligt aan de Koning Albert II-laan 6-8-16, net buiten de Vijfhoek in de Noordruimte.
Ten zuiden van het gebouw staat het Quatuorgebouw en ten noorden het Graaf de Ferrarisgebouw. Aan de overzijde van de laan (oostzijde) staan het Hendrik Consciencegebouw en het kantoorgebouw Networks NØR.
North Gate bestaat uit drie aan elkaar gebouwde delen: North Gate I, North Gate II en North Gate II.
In het gebouw is de Federale Overheidsdienst Economie, K.M.O., Middenstand en Energie gevestigd, evenals:
- Algemene Directie Statistiek - Statistics Belgium en Koninklijke Belgische Vereniging voor Statistiek
- Dienst voor de Veiligheid van de Staat
- Consumentenobudsdienst, Ombudsdienst voor Energie, Ombudsdienst voor de Postsector, Ombudsdienst voor Telecommunicatie, Ombudsfin en Ombudsrail
- kantoor van de Voedsel- en Landbouworganisatie van de Verenigde Naties
- Belgische Vereniging voor Onderzoek en Expertise voor Consumentenorganisaties

## Geschiedenis
In 1995 kwam de bouw van het kantoorgebouw gereed. Het werd door Jaspers-Eyers en Atelier d'Architecture de Genval ontworpen.